# حفر زباله

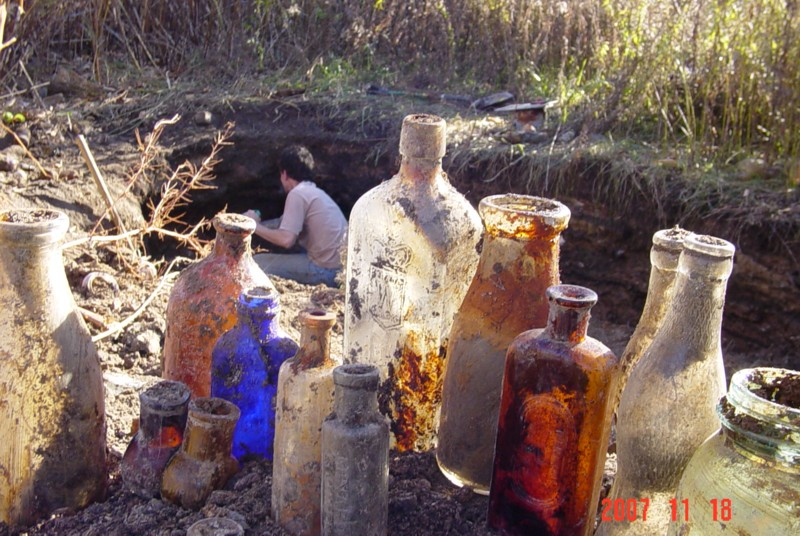
ظروف شیشه‌ای و سفالی که در زباله‌دانی قدیمی در میفورد، انتاریو یافت شد.

حفاری زباله (به انگلیسی: Dump digging)، عملی است برای مکان‌یابی و حفاری زباله‌های قدیمی با هدف کشف اشیایی که دارای ارزش نهفته به عنوان کلکسیون یا عتیقه هستند. این زباله‌ها گاهی چند سده قدمت دارند، اما اغلب مربوط به اواخر سدهٔ نوزدهم یا اوایل سدهٔ بیستم است. در میان چیزهای دیگر، عمل حفاری زباله مستقیماً با جمع‌آوری بطری‌های عتیقه و شیشه‌سازی مرتبط است.